# Shigefusa Uesugi
Uesugi Shigefusa (上杉重房), era um nobre membro da Corte, Samurai, Daimyo e Comandante Militar durante o Período Kamakura da História do Japão.

## Vida
Este membro do Ramo Kanjūji  do Clã Fujiwara era filho de Fujiwara no Kiyofusa. Criou o poderoso clã samurai Uesugi no final do século XIII.
Shigefusa deixou Quioto e assumiu o nome de Uesugi de um feudo localizado na província de Tango assumindo as responsabilidades e deveres de um buke (vassalo militar), e dai mudaram para Kanto. Sua filha casou-se com o avô de Ashikaga Takauji (足利尊氏, 1305 - 7 de junho de 1358) que foi o fundador e o primeiro shogun do shogunato Ashikaga, daí a ligação íntima com a Casa Ashikaga.

| Precedido por Fujiwara no Kiyofusa | -- 13º Líder dos Kanjūji Fujiwara | Sucedido por Ninguém          |
| Precedido por Ninguém              | -- 1º Líder do Clã Uesugi         | Sucedido por Uesugi Yorishige |